# Interporto di Jesi
L'interporto Marche o interporto di Jesi è una struttura di scambio per trasporti intermodali ubicata nell'area della Coppetella di Jesi, collegata con il porto di Ancona, l'aeroporto di Ancona-Falconara Raffaello Sanzio e posto in prossimità della strada statale 16 Adriatica e dell'autostrada A14 (sull'asse nord-sud), della ferrovia Roma-Ancona e della strada statale 76 della Val d'Esino, in direzione est-ovest.
È gestito dalla società Interporto Marche SpA, il cui azionista di maggioranza è Sviluppo Marche SpA.
Lo scopo della struttura è quello di favorire lo sviluppo commerciale e occupazionale dell'area umbro-marchigiana.
I lavori per la realizzazione del complesso sono iniziati il 22 settembre 2002, in seguito alla L. 30 maggio 1995, n. 204. ed agli accordi con l'autorità portuale di Ancona. È stato inaugurato il 21 novembre 2009.
I collegamenti con le infrastrutture di trasporto adiacenti si sono concluse il 13 luglio 2009 per quanto riguarda la ferrovia Orte-Falconara Marittima, mentre il 22 luglio 2010 è stato aperto lo svincolo dedicato lungo la SS 76.. Rimane in fase di ultimazione la realizzazione della stazione ferroviaria prevista per il 2011.
Allo stato dei lavori, nel 2010, l'interporto copre un'area di oltre 500 000 m², di cui il 10% circa coperto; alla conclusione le superfici dovrebbero raddoppiarsi.